# Radio efectivo de la galaxia

El radio de media luz (R_{e}) encierra la mitad de la luz total emitida por un objeto.

En astronomía, el radio efectivo de una galaxia o radio de media luz ({\displaystyle R_{e}}) es el radio en el que se emite la mitad de la luz total de una galaxia. Esto supone que la galaxia tiene una simetría esférica intrínseca o es al menos circularmente simétrica vista en el plano del cielo. Alternativamente, se puede utilizar un contorno de media luz, o isofota, para objetos esférica y circularmente asimétricos.
Se utiliza para describir cúmulos estelares y galaxias, especialmente para calcular el brillo superficial de un bulbo galáctico o galaxia elíptica mediante la fórmula de De Vaucouleurs.
Esta medición depende del instrumento de observación utilizado, ya que con instrumentos más pequeños las zonas exteriores del objeto astronómico pueden quedar por debajo del brillo límite.
{\displaystyle R_{e}} es una escala de longitud importante en {\displaystyle {\sqrt[{4}]{R}}} el término de la ley de De Vaucouleurs, que caracteriza una tasa específica a la que disminuye el brillo superficial en función del radio: {\displaystyle I(R)=I_{e}\cdot e^{-7.67\left({\sqrt[{4}]{R/{R_{e}}}}-1\right)}} dónde {\displaystyle I_{e}} es el brillo de la superficie en {\displaystyle R=R_{e}} . En {\displaystyle R=0}, {\displaystyle I(R=0)=I_{e}\cdot e^{7.67}\approx 2000\cdot I_{e}}
Por lo tanto, el brillo superficial central es aproximadamente {\displaystyle 2000\cdot I_{e}}.